# Salvatore Zizzo
Salvatore Zizzo detto Sal (San Diego, 3 aprile 1987) è un ex calciatore statunitense con cittadinanza italiana, di ruolo centrocampista.

## Caratteristiche tecniche
Ala destra, si era fatto notare in modo positivo durante la rassegna Mondiale Under-20 del 2007.

## Palmarès

### Club

#### Competizioni nazionali
- MLS Supporters' Shield: 1

New York Red Bulls: 2015
- Campionato MLS: 1

Atlanta United: 2018
- Lamar Hunt U.S. Open Cup: 1

Atlanta United: 2019

#### Competizioni internazionali
- Campeones Cup: 1

Atlanta United: 2019